# Zierer
Zierer Karussell-und Spezialmaschinenbau GmbH & Co. KG (Коротка назва: Zierer[ˈt͡siːʁɐ] ) — німецька компанія, розташована неподалік від Деггендорфа. Zierer виробляє лінійку американських гірок Tivoli і Force, а також панорамні колеса, хвилеподібні свінгери, літаючі килими, атракціони Hexentanz і Kontiki. Компанія також співпрацює з Schwarzkopf, щоб побудувати Lisebergbanan у Лісеберг і Knightmare у парку розваг Camelot.
Назва компанії в перекладі з німецької - Zierer Carousel and Special Machine Construction. «Спеціальна конструкція машин» відноситься до атракціонів, таких як американські гірки або гойдалка на хвилях.
Zierer була заснована в 1930 році і є дочірньою компанією Max Streicher GmbH & Co. KG aA.